# Jacob Nena
Jacob Nena (ur. 10 października 1941 w Lelu w stanie Kosrae, ówczesny Mandat Południowego Pacyfiku, zm. 7 lipca 2022 w Sacramento) – mikronezyjski polityk.
Czwarty prezydent Mikronezji od 8 maja 1997 roku do 11 maja 1999 roku. Pierwszy wybrany gubernator stanu Kosrae (1979-1983), był także członkiem Komisji Mikronezyjskiego Statusu Politycznego i Przejścia (1979-1981), a w 1982 roku towarzyszył prezydentowi Tosiwo Nakayamie do Forum Południowego Pacyfiku. Był przewodniczącym Konwencji Konstytucyjnej Rady Miejskiej Lelu w 1986 roku i członkiem Konwencji Konstytucyjnej stanu Kosrae. Został wybrany wiceprezydentem Mikronezji w 1991 roku i ponownie wybrany na drugą kadencję w 1995 roku. Został tymczasowym prezydentem w dniu 8 listopada 1996 roku, kiedy członkowie Kongresu oświadczyli, że prezydent Bailey Olter nie może sprawować władzy i obowiązków swojego urzędu po przejściu udaru naczyniowego mózgu w dniu 16 lipca 1996 roku. Prezydent Bailey Olter, nie mogąc wrócić do urzędu po 180 dniach od 8 listopada 1996 roku, automatycznie przekazał władzę i obowiązki prezydentury na jego następcę.